# Rupert Seidl (Forstwissenschaftler)
Rupert Seidl (* 5. Mai 1979) ist ein österreichischer Forstwissenschaftler. Er ist Lehrstuhlinhaber für Ökosystemdynamik und Waldmanagement in Gebirgslandschaften an der Technischen Universität München sowie Leiter des Sachgebietes Forschung und Monitoring im Nationalpark Berchtesgaden.

## Leben
Seidl absolvierte von 1999 bis 2004 ein Diplomstudium der Forstwissenschaften. Von 2004 bis 2008 war er Doktorand der Bodenkultur. Er forschte anschließend als Postdoktorand an der Oregon State University (2009–2011) und an der Schwedischen Universität für Agrarwissenschaften (2011–2012). Bis 2019 war er an der BOKU tätig, zunächst als wissenschaftlicher Assistent (2012–2013), dann als Assistenzprofessor (2013–2015) und schließlich als assoziierter Professor. Im Jahr 2016 wurde er in die Junge Akademie der Österreichischen Akademie der Wissenschaften aufgenommen. 2019 wurde er auf den Lehrstuhl für Ökosystemdynamik und Waldmanagement in Gebirgslandschaften an die Technische Universität München berufen.

## Wirken
Seidl untersucht in seiner Forschung die Möglichkeit eines voranschreitenden Baumsterbens. So konnte er gemeinsam mit Cornelius Senf anhand der Auswertung von Satellitenbildern nachweisen, dass in Mitteleuropa jährlich 3000 Quadratkilometer Wald verlorengehen, was der gemeinsamen Fläche von Wien und Vorarlberg entspricht. Besonders betroffen waren dabei Österreich und Tschechien. Ursächlich sind dabei demnach, bedingt durch den Klimawandel, vermehrte Winterstürme und die Ausbreitung von Borkenkäfern. Forstwirte warnten anlässlich der Veröffentlichung der Ergebnisse eindringlich vor einer Verfehlung des im Pariser Übereinkommen vereinbarten Zwei-Grad-Ziels, da sich ansonsten unberechenbare Folgen für die österreichischen Wälder einstellten.
Seidl nimmt aktiv an der öffentlich geführten Debatte um Auswege aus der Klimakrise teil. So diskutierte er in Gastbeiträgen den von ihm mittels Simulationsmodellen erbrachten Nachweis einer kühlenden Wirkung von Wäldern auf das Klima.

## Veröffentlichungen (Auswahl)
- Rupert Seidl, Mart-Jan Schelhaas, Werner Rammer, Pieter Johannes Verkerk (2014). Increasing forest disturbances in Europe and their impact on carbon storage. Nature Climate Change, 4(9), 806. doi:10.1038/nclimate2318
- Rupert Seidl, Dominik Thom, Markus Kautz, Dario Martin-Benito, Mikko Peltoniemi, Giorgio Vacchiano, Jan Wild, Davide Ascoli, Michal Petr, Juha Honkaniemi, Manfred J. Lexer, Volodymyr Trotsiuk, Paola Mairota, Miroslav Svoboda, Marek Fabrika, Thomas A. Nagel, Christopher P. O. Reyer (2017). Forest disturbances under climate change. Nature Climate Change, 7(6), 395. doi:10.1038/nclimate3303
- Cornelius Senf, Dirk Pflugmacher, Yang Zhiqiang, Julius Sebald, Jan Knorn, Mathias Neumann, Patrick Hostert, Rupert Seidl (2018). Canopy mortality has doubled in Europe’s temperate forests over the last three decades. Nature Communications, 9(1), 4978. doi:10.1038/s41467-018-07539-6